# Lobelia innominata
Lobelia innominata är en klockväxtart som beskrevs av Alfred Barton Rendle. Lobelia innominata ingår i släktet lobelior, och familjen klockväxter.
Artens utbredningsområde är Jamaica. Inga underarter finns listade i Catalogue of Life.